# Pompadour (stilretning)
 For alternative betydninger, se Pompadour. (Se også artikler, som begynder med Pompadour)
Pompadour eller Style Pompadour er navnet på en retning inden for rokokoen og regnes for at høre til den sene del af den stilperiode (ca. 1745-1760'erne). Stilretningen er opkaldt efter Madame de Pompadour, der var Ludvig 15.'s elskerinde. Betegnelsen bruges især inden for kvindebeklædning, hvor der er tale om et kraftigt silkestof med blomstermønster.
Betegnelsen anvendes endvidere om små tasker, der blev lavet i pompadour-stilen i samme periode.